# Лугова (Бердюзький район)
Лугова́ (рос. Луговая) — присілок у складі Бердюзького району Тюменської області, Росія.
Населення — 74 особи (2010, 106 у 2002).
Національний склад станом на 2002 рік:
- росіяни — 96 %